# Guelph
Guelph je město ve Wellington County v provincii Ontario v Kanadě. Je hlavním sídlem Wellington County, není ale jeho součástí. Nachází se 28 km východně od Waterloo a 100 km západně od centra Toronta na křižovatce dálnic Highway 6 a Highway 7. Centrum města leží na soutoku řek Speed a Eramosa. V roce 2016 ve městě žilo 131 974 obyvatel.

## Dějiny
Pro původní indiánské kmeny byla oblast města „neutrální“ zónou. Sídlo Guelph bylo založeno v roce 1827 a v roce 1879 získalo status města. Bylo pojmenováno podle německého šlechtického rodu Welfů.